# 辛格鱯
辛格鱯，為輻鰭魚綱鯰形目鱨科的其中一種，為熱帶淡水魚類，分布於亞洲湄公河、湄南河、馬來半島、蘇門答臘、婆羅洲淡水流域，體長可達30公分，棲息在泥底質溪流底層水域，以昆蟲、浮游生物等為食，生活習性不明，可做為食用魚。

## 扩展阅读
維基物種上的相關：辛格鱯